# Iván Morovic Fernández
Iván Morovic Fernández (ur. 24 marca 1963 w Viña del Mar) – chilijski szachista, arcymistrz od 1986 roku.

## Kariera szachowa
Od pierwszych lat 80. należy do ścisłej czołówki chilijskich szachistów. W roku 1981 zdobył tytuł mistrza kraju. Pomiędzy 1978 a 2012 r. trzynastokrotnie (w tym 9 razy na I szachownicy) wystąpił na szachowych olimpiadach, w roku 1984 zdobywając brązowy medal za indywidualny wynik na III szachownicy. W 1985 r. reprezentował Chile na drużynowych mistrzostwach państw panamerykańskich, na których wraz z drużyną zdobył brązowy medal oraz wystąpił w turnieju międzystrefowym (eliminacji mistrzostw świata) w Tunisie, zajmując XIII miejsce. Rok później otrzymał, jako pierwszy Chilijczyk w historii, tytuł arcymistrza. Dwukrotnie brał udział w turniejach o mistrzostwo świata rozgrywanych systemem pucharowym, w obu przypadkach odpadając w I rundzie: w 1997 w Groningen przegrał z Talem Shakedem, a w 2004 w Trypolisie – z Viorelem Iordachescu. W 2009 r. wystąpił w rozegranym w Chanty-Mansyjsku turnieju o Puchar Świata, w I rundzie przegrywając w Siergiejem Rublewskim.
Największy sukces w karierze osiągnął w 1993 r., samodzielnie zwyciężając w bardzo silnie obsadzonym (XVI kat. FIDE) turnieju w Las Palmas (przed Viswanathanem Anandem, Aleksandrem Chalifmanem, Arturem Jusupowem, Michaelem Adamsem, Zurabem Azmaiparaszwilim, Weselinem Topałowem, Kiryłem Georgijewem, Larrym Christansenem i Manuelem Rivas Pastorem). Do innych znaczących jego sukcesów w turniejach międzynarodowych należą m.in. dz. I m. w Buenos Aires (1978, Clarin B, wraz z Raimundo Garcią), I m. w mistrzostwach panamerykańskich juniorów do la 18 w Mercedes (1979), dwukrotnie dz. III m. w mistrzostwach świata juniorów do lat 20 w Dortmundzie (1980) oraz Kopenhadze (1982), I m. w Ramat Hasharon (1980), dz. I m. w Corrientes (1985, turniej strefowy, wraz z Miguelem Quinterosem), II m. w Rio de Janeiro (1985), dz. I m. w Santa Catalina (1987, wraz z Manuelem Rivas Pastorem), remis 3 – 3 w meczu z Borisem Spasskim (Viña del Mar, 1989) oraz pokonanie 3½ – 2½ Wiktora Korcznoja (Santiago, 1991), I m. w Las Palmas (1994, open), I m. w Santiago de Chile (1995, turniej strefowy), dz. I m. w North Bay (1995, wspólnie z Patrickiem Wolffem), dz. I m. w Buenos Aires (1997, memoriał Miguela Najdorfa, wraz z Emilem Sutowskim), dz. I m. w Hawanie (1998, memoriał Jose Raula Capablanki, wraz z m.in. Robertem Hübnerem), dz. I m. w Pinamarze (2002, wraz z Pablo Zarnickim i Pablo Ricardim) oraz dz. I m. w Santosie (2003, wraz z Gilberto Milosem). W 2003 r. zdobył w Buenos Aires brązowy medal mistrzostw Ameryki.
Najwyższy ranking w karierze osiągnął 1 stycznia 1999 r., z wynikiem 2613 punktów zajmował wówczas 58. miejsce na światowej liście FIDE, jednocześnie zajmując 1. miejsce wśród chilijskich szachistów.